# Amstel Gold Race 1992
L'Amstel Gold Race 1992 fou la 27a edició de l'Amstel Gold Race. La cursa es disputà el 25 d'abril de 1992, sent el vencedor final l'alemany Olaf Ludwig, que s'imposà a l'esprint en la meta de Maastricht.
168 ciclistes hi van prendre part, acabant la cursa 82 d'ells.

## Classificació final
|    | Ciclista                | Equip           | Temps      |
| -- | ----------------------- | --------------- | ---------- |
| 1  | Olaf Ludwig             | Panasonic       | 6h 27' 30" |
| 2  | Johan Museeuw           | Lotto           | m. t.      |
| 3  | Dmitri Kónixev          | TVM             | m. t.      |
| 4  | Jean-Claude Colotti     | Z               | m. t.      |
| 5  | Luc Roosen              | Tulip Computers | m. t.      |
| 6  | Vadim Chabalkine        | Lotus-Festina   | m. t.      |
| 7  | Gilbert Duclos-Lassalle | Castorama       | m. t.      |
| 8  | Guido Bontempi          | Carrera Jeans   | m. t.      |
| 9  | Jelle Nijdam            | Buckler         | m. t.      |
| 10 | Gert-Jan Theunisse      | TVM             | m. t.      |